# 생체분자

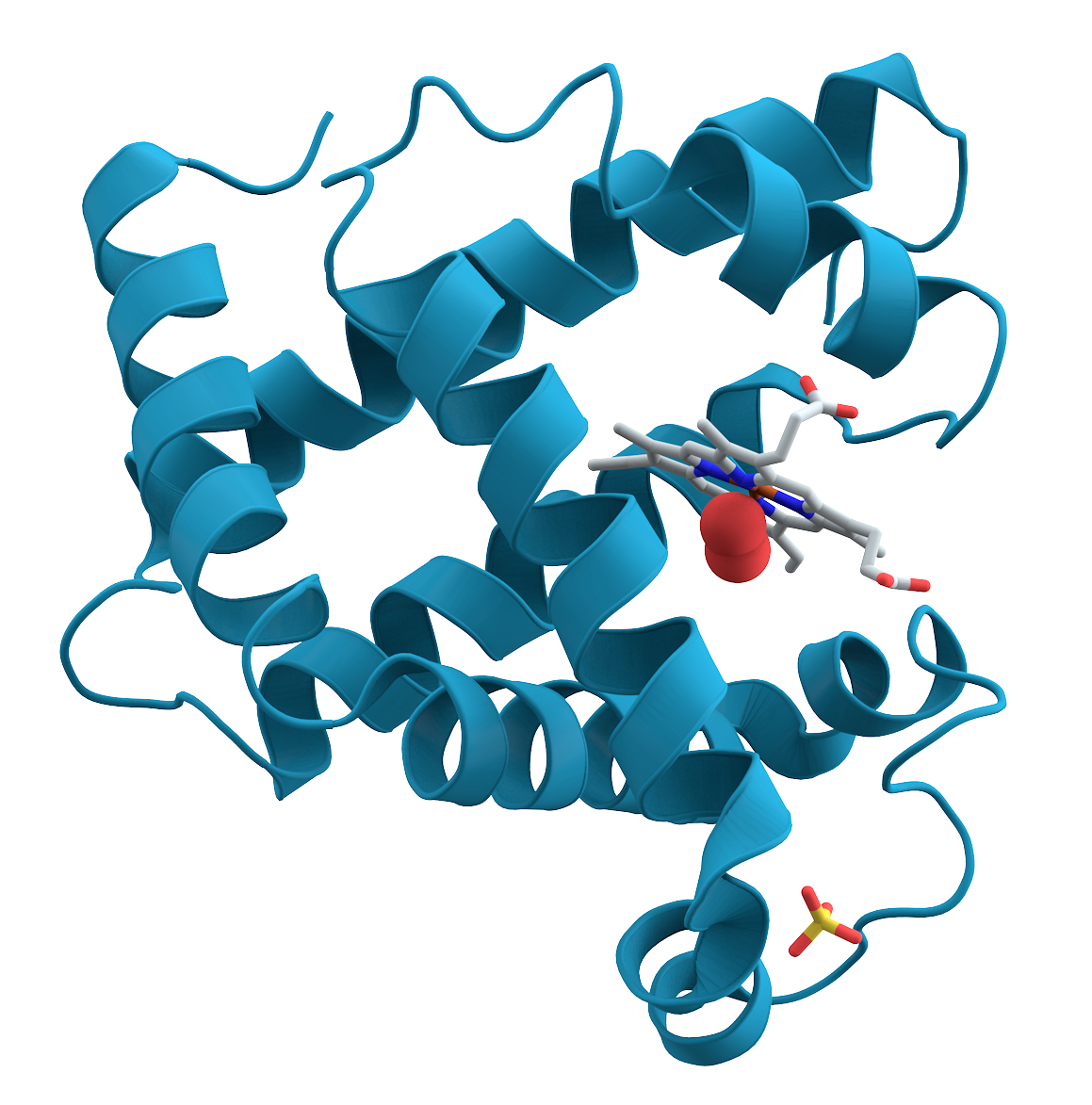
미오글로빈의 3차원 구조를 나타낸 것으로 알파 나선은 리본으로 표현되어 있다. 맥스 퍼루츠와 존 켄드루는 1958년에 X선 결정학으로 미오글로빈의 구조를 최초로 밝혀냈고, 이러한 공로로 1962년에 노벨 화학상을 수상하였다.

생체분자(生體分子, 영어: biomolecule)는 생물체에 존재하는 분자 및 이온에 대해 넓은 의미로 사용되는 용어로, 세포 분열, 형태형성 또는 발생과 같은 일반적인 생물학적 과정에 필수적인 분자들이다. 생체분자에는 단백질, 탄수화물, 지질, 핵산과 같은 대형 고분자 뿐만 아니라 1차 대사산물, 2차 대사산물, 천연물과 같은 저분자가 포함된다. 생체분자는 일반적으로 내인성이지만, 외인성일 수도 있다. 예를 들어, 의약품은 천연물이거나 반합성(바이오의약품)된 것 또는 전합성된 것일 수 있다.
생물학과 생물학의 하위 분야인 생화학과 분자생물학은 생체분자와 생체분자들의 반응에 대해 연구한다. 대부분의 생체분자는 유기 화합물이며, 산소, 탄소, 수소, 질소의 4가지 원소는 인체 질량의 약 96%를 차지한다. 그러나 다양한 생체금속과 같은 다른 많은 요소들이 소량으로 존재한다.
생물의 다양성 사이의 불변의 특징으로서 특정 유형의 생체분자들과 일부 대사 경로들의 유사성을 "생화학적 보편성" 또는 "생물의 물질적 단일성 이론"이라고 하며, 세포설과 진화론과 함께 생물학의 통합적인 개념이다.

## 생체분자의 종류
생체분자의 주요 종류로는 단백질, 핵산, 지질, 탄수화물이 있으며, 이외에도 다음과 같이 형태적으로 다양한 생체분자들이 존재한다.
- 저분자:
  - 지질, 지방산, 당지질, 스테롤, 단당류
  - 비타민
  - 호르몬, 신경전달물질
  - 대사물질
- 단위체, 올리고머, 중합체

| 단위체         | 올리고머             | 중합체                                                                      | 중합 과정 | 단위체들 사이의 공유 결합의 명칭 |
| -------------- | -------------------- | --------------------------------------------------------------------------- | --------- | -------------------------------- |
| 아미노산       | 올리고펩타이드       | 폴리펩타이드, 단백질(헤모글로빈...)                                         | 다중 축합 | 펩타이드 결합                    |
| 단당류         | 올리고당류           | 다당류(셀룰로스...)                                                         | 다중 축합 | 글리코사이드 결합                |
| 프렌           | 테르펜               | 폴리테르펜: 시스-1,4-폴리프렌인 천연 고무, 트랜스-1,4-폴리프렌인 구타페르카 | 다중 첨가 |                                  |
| 뉴클레오타이드 | 올리고뉴클레오타이드 | 폴리뉴클레오타이드, 핵산(DNA, RNA)                                          |           | 포스포다이에스터 결합            |

## 단백질, 아미노산
아미노산은 아미노기와 카복시기를 둘 다 가지고 있다.
변형된 아미노산은 때때로 단백질에서 관찰된다. 이것은 보통 번역 후 변형의 결과이다. 예를 들어, 키네이스에 의한 세린의 인산화 및 포스파테이스에 의한 탈인산화는 세포 주기에서 중요한 조절 기작이다. 특정 생물체에서 20가지 표준 아미노산이 아닌 2종류의 아미노산만이 번역 중에 단백질로 삽입되는 것으로 알려져 있다.
- 셀레노시스테인은 보통은 종결 코돈인 UGA 코돈에서 일부 단백질에 삽입된다.
- 피롤라이신은 UAG 코돈에서 일부 단백질에 삽입된다. 예를 들어, 메테인 생성균에서 메테인을 생성하는데 사용되는 효소들에서 발견된다.

단백질 합성에 사용되는 것 외에도 생물학적으로 중요한 아미노산에는 카르니틴(세포 내 지질 운반에 사용), 오르니틴, 감마-아미노뷰티르산(GABA) 및 타우린 등 있다.

### 단백질의 구조
단백질을 형성하는 아미노산들의 특정 서열은 단백질의 1차 구조로 알려져 있다. 이러한 서열은 개체의 유전적 구성에 의해 결정된다.
단백질은 아미노산 간의 수소 결합의 특정 패턴에 의해 정의되는 자주 형성되는 알파 나선과 베타 시트라는 두 가지 국지적인 구조를 가지고 있다. 이러한 배열을 단백질의 2차 구조라 한다. 알파 나선은 하나의 아미노산 잔기의 카보닐기와 다른 아미노산 잔기의 아마이드 사이의 수소 결합에 의해 안정화되는 규칙적인 나선이다. 알파 나선은 1회전에 약 3.6개의 아미노산을 가지고 있으며, 아미노산의 곁사슬은 나선의 바깥쪽으로 돌출되어 있다. 베타 시트는 각각의 베타 가닥들 사이의 수소 결합에 의해 형성된다. 각 가닥들은 서로 평행하거나 역평행할 수 있으며, 곁사슬의 방향은 시트의 위 아래로 번갈아가며 배치된다. 헤모글로빈은 알파 나선만 포함하고 있으며, 천연 실크는 베타 시트로 구성되어 있으며, 많은 효소들은 알파 나선과 베타 시트를 둘 다 가지고 있다. 2차 구조의 요소들은 비반복적인 입체구조의 "루프" 또는 "코일" 영역에 의해 연결되며, 때로는 상당히 이동성이거나 흐트러지지만 대개 잘 정의되고 안정된 배열을 채택한다.
단백질의 전체적인 입체구조를 3차 구조 또는 "접힘(fold)"이라고 한다. 단백질의 3차 구조는 수소 결합, 이황화 결합, 소수성 상호작용, 반데르발스 힘과 같은 다양한 힘들에 의해 형성된다.
2개 이상의 폴리펩타이드 사슬이 모여 단백질을 형성하면 단백질의 4차 구조가 형성된다. 4차 구조는 동일한 서열의 사슬들이나 헤모글로빈과 같이 다른 서열의 사슬들로 구성될 수 있다.

#### 주효소
주효소(apoenzyme)는 효소의 단백질 부분을 말한다. 주효소는 종종 단백질의 비활성 저장 운반 또는 분비의 형태로 중요하다. 예를 들어, 이것은 특정 단백질의 활성으로부터 분비 세포를 보호하기 위해 필요하다. 주효소는 보조 인자의 첨가시 활성 효소가 된다. 보조 인자는 무기물(예: 금속 이온 및 철-황 클러스터) 또는 유기물(예: NAD+, NADP+, FAD 등)일 수 있다. 유기물인 보조 인자는 효소에 단단히 결합된 보결분자단일 수도 있고, 반응 중에 효소의 활성 부위로부터 떨어져 나올 수 있는 조효소일 수도 있다.

#### 동질효소
동질효소는 여러 가지 형태의 효소로 단백질의 아미노산 서열이 약간 다르거나 거의 유사하지만, 같지는 않고, 동일한 화학 반응을 촉매하는 효소이다. 동질효소들은 서로 다른 유전자의 산물이거나 선택적 스플라이싱의 산물일 수 있다. 동질효소들은 같은 기능을 수행하기 위해 서로 다른 기관이나 세포에서 생성될 수도 있고, 환경의 변화 요구에 맞게 차등적인 조절 하에 동일한 세포 유형에서 생성될 수도 있다. 젖산 탈수소효소는 여러 개의 동질효소들을 가지고 있으며, 태아 헤모글로빈은 발생 과정에서 조절되는 비효소성 동형 단백질의 한 예이다. 혈액 내의 동질효소들의 상대적인 수준은 분비 기관의 문제를 진단하는데 사용될 수 있다.

## 탄수화물
단당류는 탄수화물의 가장 간단한 형태이다. 단당류들은 본질적으로 구조에 알데하이드 또는 케톤을 포함하고 있다. 알데하이드를 가지고 있는 단당류는 알도스라고 부르며, 케톤을 가지고 있는 단당류는 케토스라고 부른다. 단당류의 예로는 포도당, 과당, 갈락토스, 리보스, 디옥시리보스 등이 있다. 대부분의 단당류는 결국 세포 호흡의 기질로 사용된다.
이당류는 두 개의 단당류로 구성되어 있다. 이당류들은 희석된 산으로 끓이거나 효소와 적절히 반응시킴으로써 단당류로 가수분해될 수 있다. 이당류의 예로는 엿당, 젖당, 수크로스(설탕) 등이 있다. 이당류의 예로는 엿당, 젖당, 수크로스(설탕) 등이 있다.
다당류는 단당류들의 중합체이다. 다당류의 예로는 녹말, 셀룰로스, 글리코젠 등이 있다. 다당류들은 일반적으로 크고, 종종 복잡한 연결을 하고 있다. 다당류의 크기 때문에 다당류는 수용성이 아니지만, 많은 하이드록시기가 물에 노출되면 개별적으로 수화되고, 일부 다당류는 물에서 가열하면 두꺼운 콜로이드 분산을 형성한다. 3~10개의 단당류를 갖는 짧은 탄수화물은 올리고당류라고 불린다. 형광 표시자-변위 분자 각인 센서(fluorescent indicator-displacement molecular imprinting sensor)는 탄수화물을 구별하기 위해 개발되었다. 이 센서는 3가지 브랜드의 오렌지 주스들을 성공적으로 구별해 냈다. 센서의 작동 결과 발생하는 검출 필름의 형광 강도의 변화는 탄수화물의 농도와 직접적으로 관련이 있다.

## 핵산, 뉴클레오타이드, 뉴클레오사이드
뉴클레오사이드는 리보스나 디옥시리보스에 핵염기가 결합되어 형성된 분자이다. 뉴클레오사이드에는 아데노신, 구아노신, 사이티딘, 디옥시티미딘, 유리딘이 있다.
뉴클레오사이드는 세포에서 특정 키네이스에 의해 인산화되어 뉴클레오타이드를 생성할 수 있다. DNA와 RNA는 둘 다 반복적인 구조 단위인 모노뉴클레오타이드 단위체가 중합효소에 의해 결합된 긴 선형 분자로 구성되어 있는 중합체이다. DNA는 합성 반응의 기질로 디옥시리보뉴클레오타이드인 디옥시아데노신 삼인산(dATP), 디옥시구아노신 삼인산(dGTP), 디옥시티미딘 삼인산(dTTP), 디옥시사이티딘 삼인산(dCTP)를 사용하고, RNA는 합성 반응의 기질로 리보뉴클레오타이드인 아데노신 삼인산(ATP), 구아노신 삼인산(GTP), 사이티딘 삼인산(CTP), 유리딘 삼인산(UTP)를 사용한다. 변형된 염기는 리보솜 RNA(rRNA) 또는 운반 RNA(tRNA)에서 발견되는 것처럼(예: 염기 고리의 메틸화) 매우 일반적이며, DNA 복제 후에 새로 합성된 DNA 가닥과 구별하기 위해 주형 가닥을 메틸화 시킨다.
각각의 뉴클레오타이드는 핵염기, 5탄당, 1~3개의 인산으로 구성된다. 뉴클레오타이드를 구성하는 원소는 탄소, 질소, 산소, 수소, 인이다. 뉴클레오타이드는 화학 에너지의 원천(아데노신 삼인산(ATP), 구아노신 삼인산(GTP))으로 작용하고, 세포의 신호전달 과정에 관여(고리형 아데노신 일인산(cAMP), 고리형 구아노신 일인산(cGMP))하며, 효소 반응의 중요한 보조 인자(조효소 A(CoA), 플라빈 모노뉴클레오타이드(FMN), 플라빈 아데닌 다이뉴클레오타이드(FAD), 니코틴아마이드 아데닌 다이뉴클레오타이드(NAD), 니코틴아마이드 아데닌 다이뉴클레오타이드 인산(NADP))로 작용한다.

### DNA와 RNA의 구조

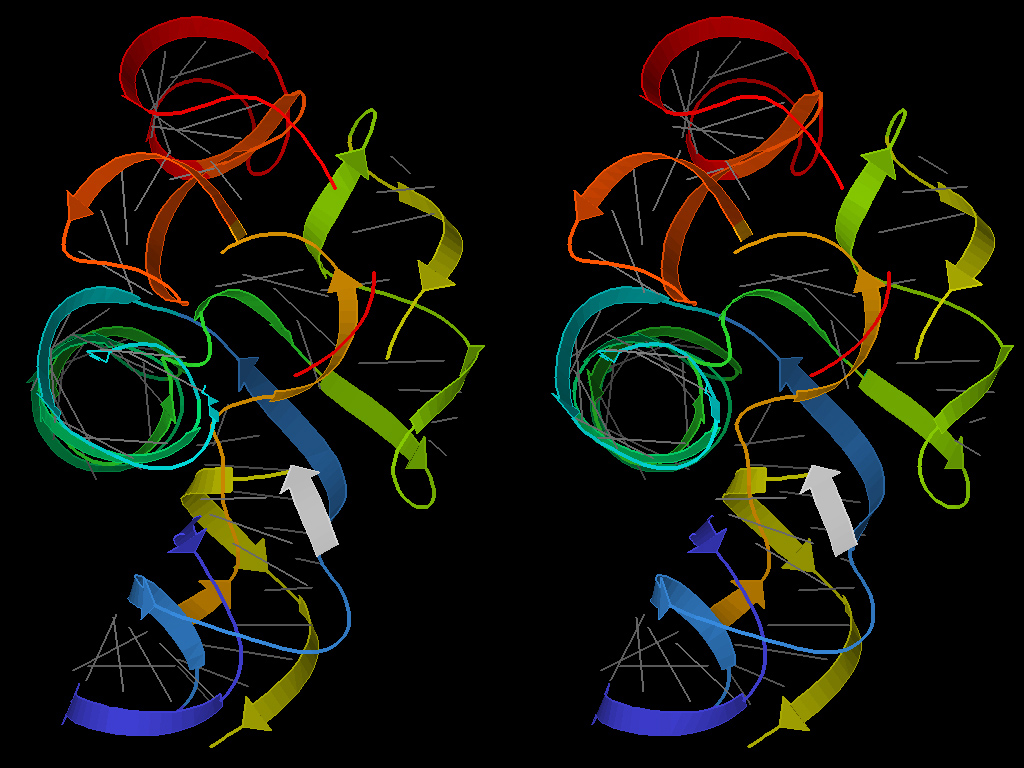
그룹 I 인트론 리보자임의 3차원 이미지(PDB file 1Y0Q), 회색선은 염기쌍을, 리본의 화살표는 이중나선의 영역을, 흰색 리본은 RNA 생성물을 나타낸다. 파란색에서 빨간색으로 5'에서 3'로 방향성을 나타내고 있다.

DNA의 구조는 구아닌(G)과 사이토신(C), 아데닌(A)과 티민(T)이 왓슨-크릭 염기쌍을 형성하는 이중나선 구조이다. 가장 일반적인 DNA의 구조는 B형 DNA로 알려져 있다. B형 DNA의 매우 특이적이고 안정한 염기쌍은 신뢰할 수 있는 유전 정보 저장의 기반이 된다. DNA는 때때로 단일 가닥(때로는 단일 가닥 결합 단백질에 의해 안정화될 필요가 있음) 또는 A형 DNA나 Z형 DNA 형태로 존재할 수 있으며, DNA 복제 중에 홀리데이 접합에서 교차와 같은 보다 복잡한 3차원 구조에서도 존재할 수 있다.
대조적으로 RNA는 단백질을 연상시키는 크고 복잡한 3D 3차 구조를 형성하고 있으며, 또한 전령 RNA(mRNA) 분자를 구성하는 국부적으로 접힌 영역을 가지고 있는 느슨한 단일 가닥을 형성한다. 그러한 RNA 구조는 단일 가닥 루프, 돌출부 및 접합부에 의해 명확한 3차원 배열로 연결된 A형 이중나선의 많은 영역들을 포함하고 있다. 예로는 tRNA, 리보솜, 리보자임, 리보스위치가 있다. 이러한 복잡한 구조는 RNA 골격이 DNA보다 국부적인 유연성이 낮지만, 리보스 상의 여분의 하이드록시기(-OH)의 전하의 상호작용으로 인해 뚜렷한 입체 구조를 보인다. 구조화된 RNA 분자는 다른 분자들과 매우 특이적인 결합을 할 수 있으며, 그 자체로 특이적으로 인식될 수 있다. 또한 RNA는 효소 촉매 작용을 수행할 수 있다. 토머스 체크와 그의 동료들은 이러한 효소 기능을 가진 RNA인 리보자임을 처음으로 발견하였다.

## 지질
지질은 주로 지방산 에스터로, 생물학적 막의 기본 구성 요소이다. 지질의 또 다른 생물학적 역할은 에너지 저장(예: 트라이글리세라이드)이다. 대부분의 지질들은 친수성 머리(보통 글리세롤과 극성 작용기)와 1~3개의 소수성 지방산 꼬리들로 구성되어 있으며, 양친매성이다. 지방산은 단일 결합만 가지거나(포화 지방산) 단일 결합과 이중 결합을 모두 가진(불포화 지방산) 탄소 원자들의 가지가 없는 사슬로 구성되어 있다. 탄소 사슬은 일반적으로 14~24개의 탄소로 구성되며, 거의 항상 짝수 개이다.
생물학적 막에 존재하는 지질의 경우, 친수성 머리는 다음의 3가지 부류 중 하나이다.
- 당지질: 머리 부분에 1~15개의 당 잔기들을 가진 올리고당을 포함하고 있다.
- 인지질: 인산을 포함하는 머리 부분은 친수성이고, 2개의 지방산으로 구성된 꼬리 부분은 소수성이다.
- 스테로이드: 평면의 스테로이드 고리 부분을 가지고 있다(예: 콜레스테롤).

다른 지질로는 프로스타글란딘과 류코트라이엔이 있는데, 이들은 둘 다 아라키돈산으로부터 유도된 화합물이다.

## 생물체 세포의 분자 구성
전형적인 20 마이크로미터 기준에서 인간 세포의 추정된 총 분자 함량은 다음과 같다.
| 분자             | 질량(%) | 분자량(%)         |
| ---------------- | ------- | ----------------- |
| 물               | 65      | 1.74×1014 (98.73) |
| 기타 무기 화합물 | 1.5     | 1.31×1012(0.74)   |
| 지질             | 12      | 8.4×1011 (0.475)  |
| 기타 유기 화합물 | 0.4     | 7.7×10(0.044)     |
| 단백질           | 20      | 1.9×10 (0.011)    |
| RNA              | 1.0     | 5×107(3×10−5)     |
| DNA              | 0.1     | 46* (3×10−11)     |

한편 물은 18(돌턴)이고 DNA는 1×1011(돌턴)이다.

## 같이 보기
- 물질대사